# Polski film
Polski film je film Marka Najbrta z roku 2012. Původně bylo oznámeno, že režisérem bude Jan Budař. Film měl v kinech premiéru 12. července 2012.

## Výroba
Natáčení bylo zahájeno 9. července 2011 v Praze. Natáčelo se 38 dní, např. v Praze, Brně, Krakově, Karlových Varech a ve Valašském Meziříčí. Natáčení probíhalo do 9. září.
Scénář vznikal zhruba rok a půl, po úspěchu filmu Protektor na festivalu Off Plus Camera v Krakově byla tvůrcům nabídnuta finanční pomoc polské strany, scénář byl tedy doplněn o polské reálie a angažováno bylo několik polských herců.
Na film přispěl Státní fond České republiky pro podporu a rozvoj české kinematografie, tvůrci na něm spolupracují i s televizí HBO.

## Obsazení
| Jan Budař             | sám sebe               |
| Tomáš Matonoha        | sám sebe               |
| Josef Polášek         | sám sebe               |
| Pavel Liška           | sám sebe               |
| Marek Daniel          | sám sebe / Emil Havlát |
| Jana Plodková         | sama sebe              |
| Lucie Benešová        | sama sebe              |
| Katarzyna Zawadzka    | Kasia                  |
| Krzysztof Czeczot     | Glowacki               |
| Marcin Kobierski      | Grzywa                 |
| Roman Slovák          | Koutný                 |
| Krys Krystoferson     |                        |
| Kryštof Rímský        |                        |
| Lubor Novotný         |                        |
| Vladislav Georgiev    |                        |
| Barbora Milotová      |                        |
| Míša Polášková        |                        |
| Kristýna Liška Boková |                        |

## Ocenění
Hudba Midi lidí byla nominována na cenu české filmové kritiky. Film získal sedm nominací na Českého lva (nejlepší film, režie, scénář, střih, zvuk, hudba a ženský herecký výkon ve vedlejší roli pro Janu Plodkovou). Žádnou z nominací neproměnil.